# 1938 (numero)
Millenovecentotrentotto (1938) è il numero naturale dopo il 1937 e prima del 1939.

## Proprietà matematiche
- È un numero pari.
- È un numero composto da 16 divisori: 1, 2, 3, 6, 17, 19, 34, 38, 51, 57, 102, 114, 323, 646, 969, 1938. Poiché la somma dei suoi divisori (escluso il numero stesso) è 2382 > 1938, è un numero abbondante.
- È un numero tetraprimo, ovvero ricavabile dal prodotto di 4 numeri primi distinti.
- È un numero semiperfetto in quanto pari alla somma di alcuni (o tutti) i suoi divisori.
- È un numero malvagio.
- È un numero intero privo di quadrati.
- È parte delle terne pitagoriche (216, 1938, 1950), (912, 1710, 1938), (1938, 2240, 2962), (1938, 2584, 3230), (1938, 2960, 3538), (1938, 5320, 5662), (1938, 5984, 6290), (1938, 16416, 16530), (1938, 18360, 18462), (1938, 49400, 49438), (1938, 55216, 55250), (1938, 104320, 104338), (1938, 312984, 312990), (1938, 938960, 938962).

## Astronomia
- 1938 Lausanna è un asteroide della fascia principale del sistema solare.

## Astronautica
- Cosmos 1938 è un satellite artificiale russo.